# São Martinho de Árvore e Lamarosa
São Martinho de Árvore e Lamarosa (llamada oficialmente União das Freguesias de São Martinho de Árvore e Lamarosa) es una freguesia portuguesa del municipio de Coímbra, distrito de Coímbra.

## Historia
Fue creada el 28 de enero de 2013 en aplicación de una resolución de la Asamblea de la República de Portugal promulgada el 16 de enero de 2013 con la unión de las freguesias de Lamarosa y São Martinho de Árvore, pasando su sede a estar situada en la antigua freguesia de Lamarosa.

## Demografía
| Gráfica de evolución demográfica de São Martinho de Árvore e Lamarosa entre 2011 y 2021 |
|                                                                                         |
| Datos según el nomenclátor publicado por el INE portugués.                              |